# 內庄子
內庄子，原寫為內庄仔，是臺灣臺南市左鎮區的一個傳統地域名稱，位於該區東部偏北。相較於今日行政區，其範圍大致包括睦光里不含東北端及西部邊界地帶中南段、內庄里、岡林里東北端、中正里東南部邊界地帶、左鎮里東部邊界地帶中央偏北一小段。
本地區境內主要聚落為內庄仔、三角潭、龜潭、木公（睦光）。

## 歷史
台灣日治初期，內庄子地區為一街庄，稱為「內庄仔庄」（舊制街庄），隸屬於外新化南里。該庄昔日西及西北與左鎮庄為鄰，北及東北與九層林庄為鄰，東邊為中坑庄、菁埔藔庄，南邊為崗仔林庄。
1901年（日治明治三十四年）11月11日，全台廢縣廳改設二十廳，該庄隸屬於臺南廳。1904年（明治三十七年）3月31日，該庄編入「南外新化區」，隸屬於臺南廳。1909年（明治四十二年）10月25日，全台合併二十廳為十二廳，南外新化區仍隸屬於臺南廳。1920年（大正九年）10月1日，全台地方制度大改正，廢十二廳改設五州二廳，該庄改制並雅化為「內庄子」大字，隸屬於臺南州新化郡左鎮庄（新制街庄）。
戰後左鎮庄改制為左鎮鄉，隸屬於臺南縣，大字亦改制為村。1950年（民國39年）10月25日，雲、嘉、南分治，左鎮鄉仍隸屬於臺南縣。2010年（民國99年）12月25日，臺南縣、市合併為直轄臺南市，左鎮鄉改制為左鎮區，村亦改制為里。

## 聚落
本地區發展較早的聚落為內庄仔、下埔仔（已消失）、三角潭、龜潭、山腳（已消失）、木公（睦光）、公館（已消失）、橫山（已消失）、芋匏口（已消失），在日治初期的官方地圖上已有記載。

## 交通
省道台20線是臺南至德高的幹道，其中部分路段稱為「南橫公路」（目前並未全線通車），經過本地區西北部。由該道路西行（大方向）可前往左鎮區左鎮市區、山上區南端、新化區、永康區等地；東行（大方向）可前往玉井區、南化區、高雄市甲仙區、六龜區等地。
省道台20乙線是左鎮至南化的道路，也是南橫公路的一段替代路線，其西側端點（起點）位於本地區西部近邊界地帶略偏北的省道台20線路口。由該道路向東南經過本地區木公（睦光）、三角潭聚落後轉東，可前往南化區南化市區東北郊，並止於省道台3線路口。
區道南171線是睦光至檳榔宅的道路，其北側端點（起點）位於本地區中部略偏南的省道台20乙線路口，由此向南會經過本地區龜潭聚落東郊及內庄仔聚落。

## 公務機關
- 臺南市政府消防局第四大隊左鎮消防分隊